# إرفينغ بابيت
إرفينغ بابيت (بالإنجليزية: Irving Babbitt) هو ناقد أدبي وصحفي أمريكي، ولد في 2 أغسطس 1865 في دايتون في الولايات المتحدة، وتوفي في 15 يوليو 1933 في كامبريدج في الولايات المتحدة.

## وصلات خارجية
- إرفينغ بابيت على موقع الموسوعة البريطانية (الإنجليزية)
- إرفينغ بابيت على موقع إن إن دي بي (الإنجليزية)